# Waterscheiding

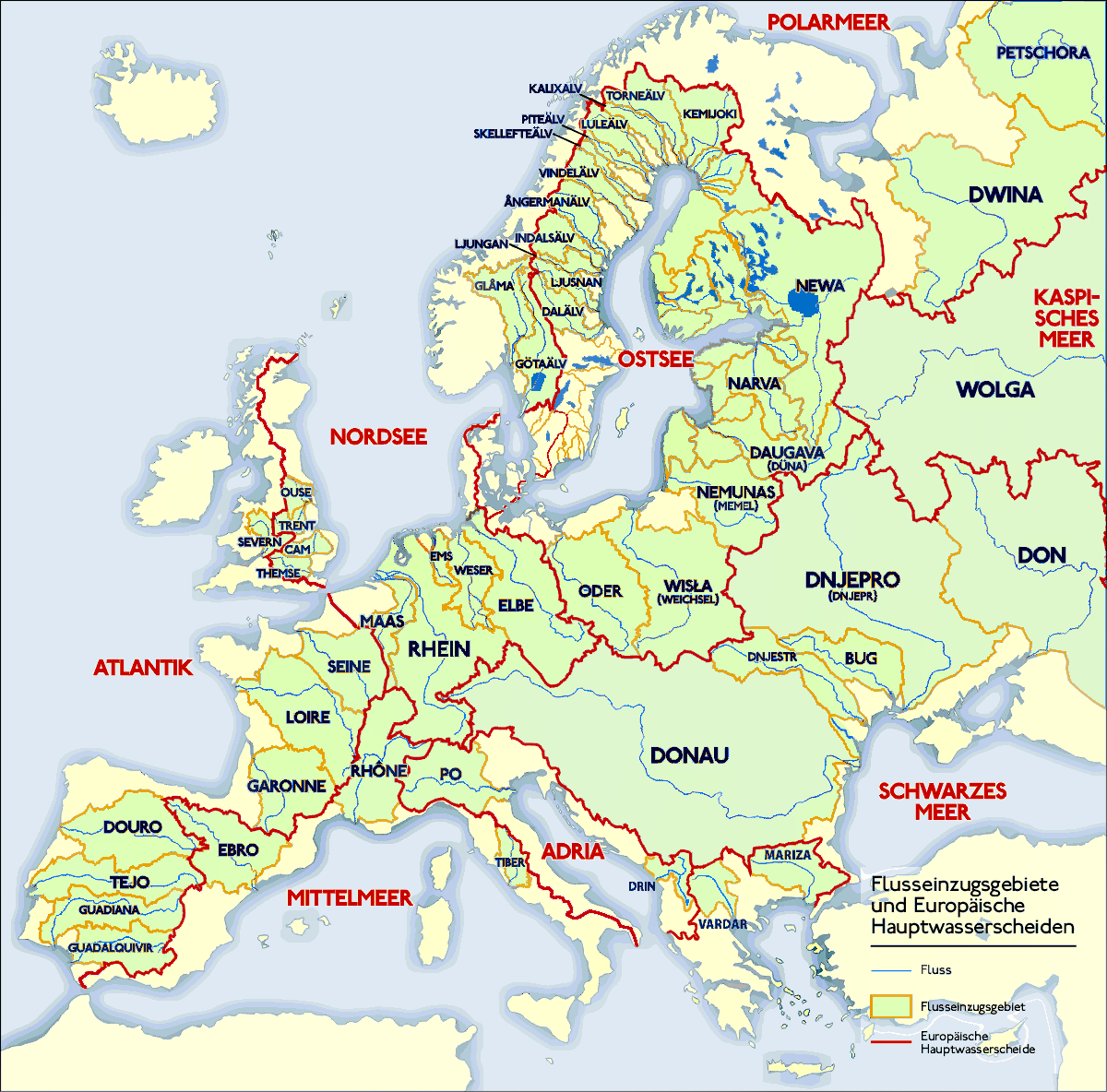
Europese stroomgebieden naar zeeën en grote rivieren

Een waterscheiding of interfluvium is de grens tussen twee stroomgebieden.
In het algemeen wordt deze term gebruikt voor de scheiding van stroomgebieden van individuele rivieren, in het bijzonder van hoofdrivieren die op zee uitkomen. Zo ligt Nederland in het stroomgebied van de Schelde, de Rijn, de Maas en de Eems. Bij uitbreiding wordt de term ook gebruikt voor continentale waterscheidingen. De Europese waterscheiding loopt van het zuidwesten naar het noordoosten: van Gibraltar via de Pyreneeën, de Alpen en de Karpaten naar West-Rusland. Deze waterscheiding vormt de grens tussen de Atlantische Oceaan, de Noordzee en de Oostzee aan de noordwestkant en de Middellandse Zee en de Zwarte Zee aan de zuidoostkant.
Een waterscheiding komt soms voor als toponiem, bijvoorbeeld in het Belgisch-Limburgse Waterschei.
Een waterscheiding wordt wel gebruikt als natuurlijke grens, zoals de grens tussen Brazilië en Suriname. De waterscheiding is dan van belang om grensconflicten te beslechten.